# Лънор (окръг, Северна Каролина)
Окръг Лънор (на английски: Lenoir County) е окръг в щата Северна Каролина, Съединени американски щати. Площта му е 1041 km², а населението – 57 307 души (2016). Административен център е град Кинстън.